# Zilog Z80000
Zilog Z80000 — 32-разрядный процессор, разработанный Zilog и выпущенный в 1986 году. Z80000 — это 32-разрядное расширение 16-разрядного Zilog Z8000 с возможностью многопроцессорной обработки, шестиступенчатым конвейером инструкций и 256-байтовым кэшем. Может адресовать 4 гигабайта оперативной памяти, но не может выполнять код, написанный для Z8000, Z800 или Z80.

## Описание
Описанный в то время как «мэйнфрейм на чипе», процессор во многом эквивалентен Intel 80386. Задержки в первоначальном производстве отодвинули дату доступности такового на более позднее время, чем у i386, в результате процесс застопорился на фазе тестовых образцов, так и не будучи выпущен в продажу.